# Mike Brandt
Mike Brandt is een personage uit de Nederlandse soapserie Goede tijden, slechte tijden. Mike werd op 5 maart 2012 geïntroduceerd en werd gespeeld door de Belgische acteur Louis Talpe. Het personage kwam op 5 juli 2013 voor het laatst in een aflevering voor.

## Casting en creatie
Na het vertrek van enkele acteurs ontstond er ruimte voor een nieuw personage. In 2012 werd Louis Talpe aangenomen voor de rol van Mike Brandt. Het moest een vaste hoofdrol worden voor een langere periode.
De schrijvers besloten dat Mike de broer van Bianca Bouwhuis (Cynthia Abma) moest worden, omdat de familie Bouwhuis twee maanden eerder een familielid had verloren. Mike speelde een bijzondere rol in het rouwproces van zijn zus Bianca Bouwhuis. In de serie werd regelmatig de aandacht gevestigd op het goede uiterlijk van Talpe. Zelf vond hij het slechtere karakter van Brandt een interessant onderdeel van het personage.
Na anderhalf jaar stopte Talpe met zijn rol, om zich te wijden aan andere projecten. Daarnaast wilde Talpe ook dichter bij huis werken. Het zou aanvankelijk om een tijdelijke stop gaan, maar uiteindelijk kwam er een definitief einde aan het personage: hij kwam te overlijden nadat de parachute waarmee hij sprong, gesaboteerd bleek te zijn.